# Buerup Kirke
Buerup Kirke er en kirke i Kalundborg Kommune. Kirken opført i 1887 som en filialkirke til Sæby Kirke, og Buerup Sogn blev udskilt fra Sæby Sogn i 1921.
Kirkegården blev anlagt og stod færdig 1894, mens ligkapellet blev bygget i 1895.

## Eksterne kilder og henvisninger
- Wikimedia Commons har flere filer relateret til Buerup Kirke
- Buerup Kirke i bogværket Danmarks Kirker, Nationalmuseet
- Buerup Kirke hos KortTilKirken.dk